# Naniwaya Okita
Naniwaya Okita (難波屋おきた?; fl. XVIII secolo) fu una serva giapponese vissuta alla fine del secolo diciottesimo, che fu una delle modelle preferite del pittore Kitagawa Utamaro.

## Biografia
Naniwaya Okita era una giovane serva in una casa da tè che si trovava nei pressi del Sensō-ji, il tempio dei pescatori di Asakusa a Edo (oggi Tokyo). Probabilmente il suo vero nome era Kita (きた?), a cui venne aggiunto il prefisso onorifico nipponico "O-" ("お-").
Si può supporre che ella sia nata intorno al 1778, dato che in uno dei suoi ritratti realizzati da Utamaro, datato 1793, sembra avere circa quindici anni. Del resto della sua vita non si sa moltissimo, ma si suppone che dopo aver posato per alcune stampe di Utamaro ella possa essersi recata a Osaka, nella regione del Kansai.

## Ritratti di Utamaro
Sono presenti molti ritratti di Naniwaya Okita nell'opera di Utamaro. Oltre a una celebre stampa nella quale compare assieme ad altre due dame molto note all'epoca, Takashima Ohisa e Tomimoto Toyohina, nota come Tre bellezze del nostro tempo (当時三美人?, Tōji san bijin), sono presenti almeno altre tre raffigurazioni di questo stesso gruppo di bijin ("donne belle"). Nella stampa Naniwaya viene ritratta mentre tiene in mano un ventaglio con un fiore di paulonia, che si pensa fosse il suo emblema personale.
Esistono anche altre due celebri stampe di Utamaro, nella quale Okita viene ritratta mentre porta (svolgendo il proprio mestiere) una tazza di tè, la prima sotto forma di okubi-e (ritratto in primo piano), l'altra come ritratto a mezzobusto. Anche questa tazza è decorata con un fiore di paulonia. Per aggirare la censura, che proibiva di scrivere i nomi delle cortigiane nei ritratti, inizialmente Kitagawa Utamaro realizzava dei rebus per nascondere il nome delle sue modelle. In seguito, Utamaro sostituì i rebus con dei ritratti in miniatura di poeti giapponesi quando la censura si fece più stringente.